# Guy Hamilton
Guy Hamilton, född 16 september 1922 i Paris, död 20 april 2016 på Mallorca, var en brittisk filmregissör verksam mellan 1952 och 1989. Till hans mest uppmärksammade filmer hör Goldfinger (1964), Diamantfeber (1971), Leva och låta dö (1973), Mannen med den gyllene pistolen (1974) och Styrka 10 från Navarone (1978).

## Filmografi (i urval)
- 1954 – Det är från polisen
- 1955 – Mästerrymmarna på Colditz
- 1959 – Djävulens lärjunge
- 1961 – Oss fiender emellan
- 1964 – Goldfinger
- 1966 – Begravning i Berlin
- 1969 – Slaget om England
- 1971 – Diamantfeber
- 1973 – Leva och låta dö
- 1974 – Mannen med den gyllene pistolen
- 1978 – Styrka 10 från Navarone
- 1980 – Spegeln sprack från kant till kant
- 1982 – Mord på ljusa dagen
- 1985 – Remo - Obeväpnad, men farlig